# Nina Arkina
Nina Arkina, född 3 juli 1892 i Odessa, död 24 september 1980, var en ryskfödd norsk författare.
Arkina skrev flera böcker med inspiration från rysk historia, bland annat en biografisk roman kallad Keiserinne og kvinne om Katarina II av Ryssland. Hon skrev även biografiska romaner om Alexander I, Alexander II och Nikolai I. 
År 1967 skrev Arkina om den ryska matematikern Sofja Kovalevskaja i boken Geni og kvinne. Året efter skrev hon om Karl Marx i Mannen Karl Marx. En roman om kjærlighet og hat. 
Arkina var gift med den norske journalisten och politikern Victor Mogens(No).